# Puente ferroviario de Santa Maria
El Puente ferroviario de Santa Maria, también conocido por Puente de Santa Maria o Puente ferroviario de Tavira, es una infraestructura ferroviaria de la Línea del Algarve, que atraviesa el Río Séqua, junto a la localidad de Tavira, en Portugal.

## Historia

### Planificación e inauguración
El 16 de febrero de 1903, el gobierno portugués aprobó el proyecto y respectivo presupuesto para la construcción del tramo entre Fuseta y Tavira de la entonces denominada Línea del Sur (actualmente, este tramo forma parte de la Línea del Algarve); no obstante, ordenó que fuese elaborado un nuevo proyecto para este puente, de forma que redujese los soportes con el tablero metálico. El 7 de noviembre de ese mismo año, el gobierno anunció que iba a recibir las propuestas para la construcción del puente, por parte de los empresario, el 23 de diciembre.
El puente fue abierto a la explotación, junto con el tramo entre Tavira y Vila Real de Santo António de la Línea del Sur, el 14 de abril de 1906.

### Historia reciente
En 2008, el presidente de la Cámara Municipal de Tavira, Macário Correia, planeó la instalación de un sistema de iluminación nocturna para esta estructura.
El puente fue, entre octubre de 2009 y marzo de 2010, objetivo de obras de rehabilitación por parte de la Red Ferroviaria Nacional, en el sentido de mejorar las condiciones de seguridad.